# Bandeira civil
A bandeira civil é uma versão da bandeira nacional que é hasteada por civis nas instalações ou embarcações não governamentais. O uso das bandeiras civis era mais comum no passado para denotar edifícios ou navios não tripulados por militares. 
Em alguns países, a bandeira civil é a mesma que a bandeira do estado, mas sem o brasão,  como no caso das bandeiras do Peru,  da Sérvia  e da Espanha. Entre outros, é uma alteração da bandeira de guerra.
Na Escandinávia, as bandeiras estaduais e de guerra podem ser variantes de cauda dupla e tripla da Cruz Nórdica. Muitos países, particularmente aqueles com herança britânica, ainda têm bandeiras civis distintas (tecnicamente bandeiras mercantes) para uso no mar, muitas baseadas na Bandeira Vermelha.